# Żabka (mocowanie łyżwy)
Żabka – sposób mocowania łyżwy do trzewika polegający na ściśnięciu szczękami podeszwy z przodu lub obcasa (czasami obcas miał blaszkę).
Szczęki przesuwane były przy pomocy śruby rzymskiej dokręcanej kluczykiem.